# 繩索垂降

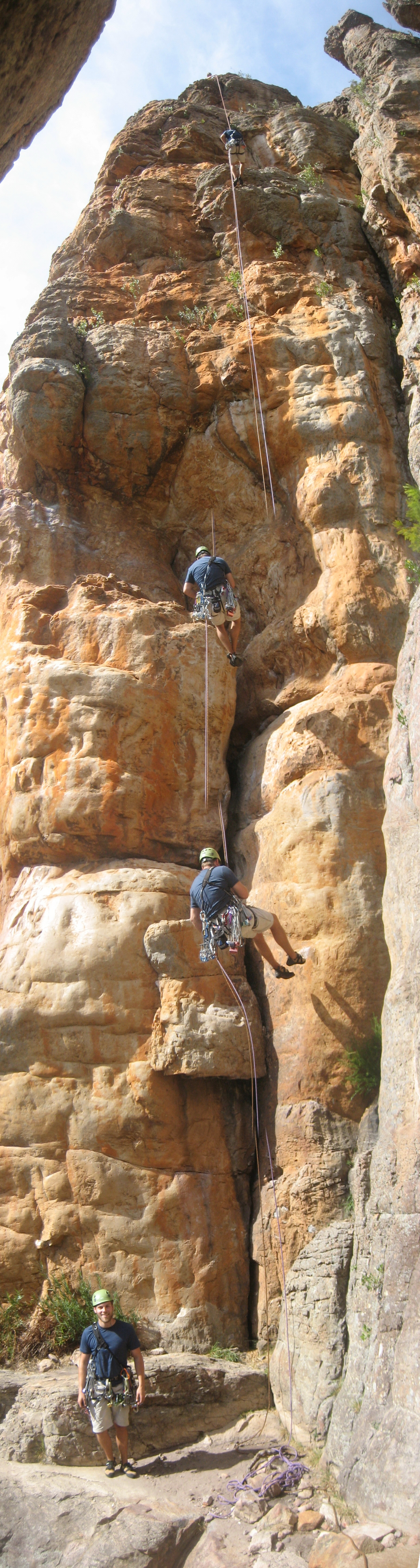
一位攀岩运动员正在繩索垂降，這是一幅用縮時攝影拍攝的全景图

繩索垂降、又稱垂降、索降，是指利用绳索从垂直於地面的有一定高度的地點（如岩壁）上有控制地下降。当登山者位於陡峭的悬崖時，基本上都会使用这种方法下山。